# Opsiphanes glaukias
Opsiphanes glaukias är en fjärilsart som beskrevs av Hans Fruhstorfer 1912. Opsiphanes glaukias ingår i släktet Opsiphanes och familjen praktfjärilar. Inga underarter finns listade i Catalogue of Life.